# Martin-pêcheur d'Amérique
Megaceryle alcyon
Espèce
Statut de conservation UICN

 LC  : Préoccupation mineure
Le Martin-pêcheur d'Amérique (Megaceryle alcyon) est une espèce d'oiseau de la famille des Alcedinidae.

## Description

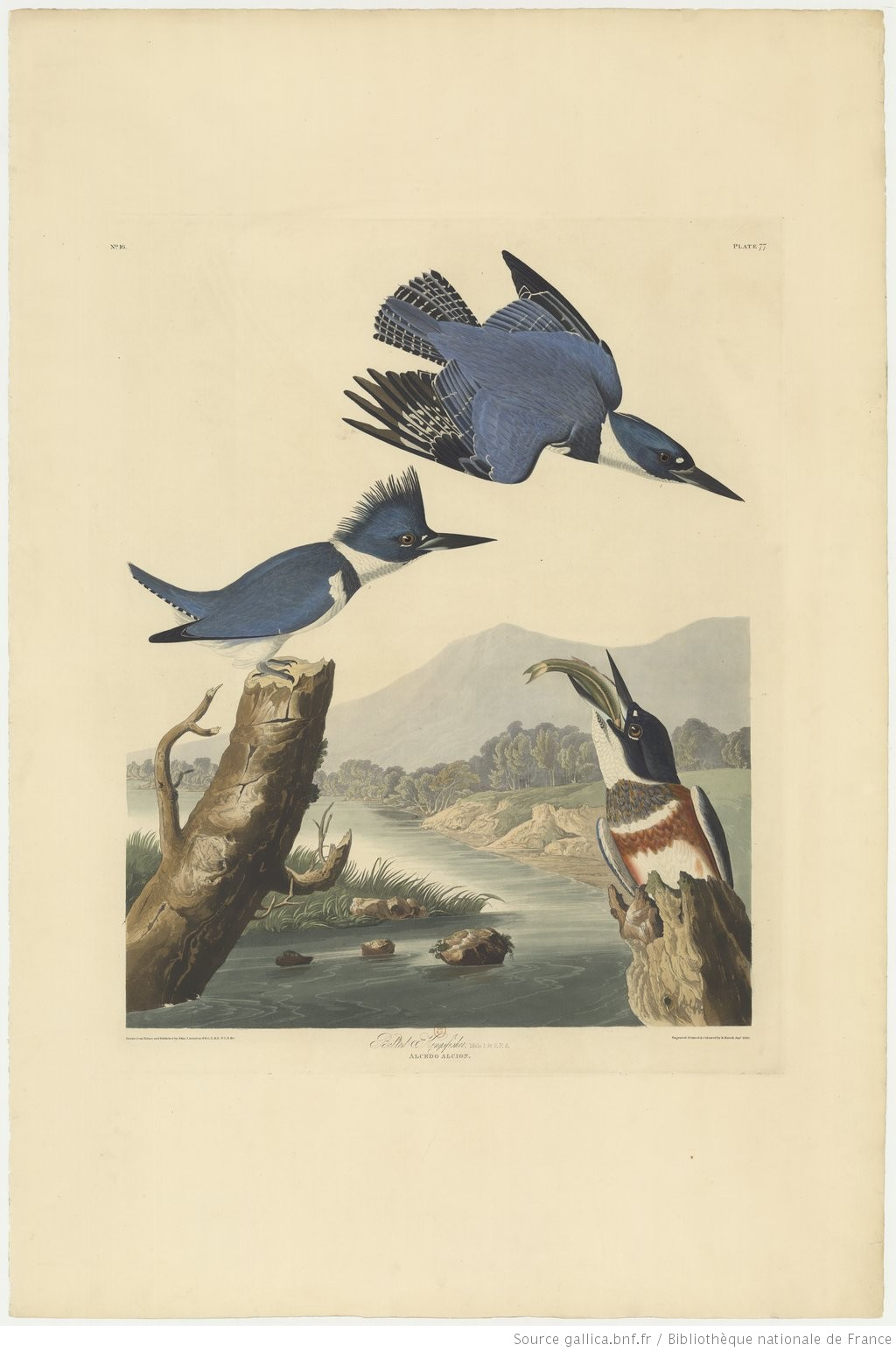
Martin pêcheur d'Amérique (2 mâles et 1 femelle) par John James Audubon (1830) - Bibliothèque nationale de France

La tête du martin pêcheur d'Amérique est surmontée d'une double grande huppe bleue qu'il peut hérisser et qui commence du nez et va jusqu'à la nuque. Les côtés latéraux de sa tête, sa gorge ainsi que son ventre forment une étendue blanche uniforme qui est séparée au niveau de la base du cou par une grande bande bleue de forme triangulaire qui pointe vers le bas. Le dessus de son corps est de couleur bleue. Il possède une très courte queue de couleur grise dont l'extrémité est barrée de blanc. Fait surprenant chez cette espèce, la femelle se distingue par une bande rousse au niveau de la poitrine ce qui est rare  chez les oiseaux. C'est en général le mâle qui se distingue au niveau des couleurs. Le mâle et la femelle possèdent une silhouette massive qui est ponctuée de deux courtes pattes. Sa tête et son cou eux sont disproportionnés par rapport au reste du corps.

## Répartition géographique
La répartition du martin-pêcheur d'Amérique se situe dans toute l'Amérique du Nord et centrale ainsi que dans l'Équateur, la Colombie, le Venezuela et la Guyane. Cet oiseau se retrouve de façon exceptionnelle sur le continent européen, en Grande-Bretagne (Cornouailles et îles Scilly) et au Portugal (principalement aux Açores), porté accidentellement par des tempêtes transatlantiques lors de ses migrations entre les Amériques.

## Habitation
Il vit près des plans d’eau dans les forêts et les parcs
Son terrier peut s’enfoncer jusqu’à 30 cm dans la berge d’une rivière, avec des plantes pour évacuer l’eau.[pas clair]

## Alimentation
Le régime alimentaire du martin-pêcheur d'Amérique est assez varié mais est constitué principalement de poissons. Bien qu'il préfère les poissons de petite taille qu'il avale d'un coup, il n'hésite pas à s'en prendre à des poissons faisant la longueur de son corps si cela s'avère nécessaire. Durant les périodes où il y a un manque de poissons, cet oiseau ne dédaignera pas les mollusques, insectes, crustacés, batraciens, reptiles, baies et petits mammifères.

## Reproduction
Étant monogame, le martin pêcheur d'Amérique reste en couple avec le même partenaire durant l'année de reproduction. Après que le mâle ait établi son territoire, il commence à se chercher une femelle. La parade nuptiale de cette espèce consiste en des chants miaulants fait par le mâle ainsi qu'une offrande de nourriture à la femelle. À la suite de la copulation, le mâle entreprend une parade post-copulatoire qui consiste à poursuivre la femelle en planant et en effleurant la surface de l'eau.

## Nidification
Après la parade post-copulatoire, un site de nidification est choisi. Il s'agit généralement d'un endroit où le sol est en argile meuble et qui n'est pas loin du site de pêche. Le mâle et la femelle s'entraident à tour de rôle pour creuser le nid et s'encouragent mutuellement par des chants pendant que l'autre travaille.
La femelle pond de 6 à 8 œufs que le couple va incuber à tour de rôle (la femelle pendant la nuit et le mâle le jour, dès l'aurore) pendant environ 23 jours. Les jeunes resteront avec les parents une cinquantaine de jours où ils seront nourris régulièrement par la femelle par régurgitation à l'exception des 21 derniers jours où la cadence de nourrissage va diminuer progressivement. Les jeunes seront ensuite sevrés et devront se nourrir eux-mêmes.

## Comportement
Le martin-pêcheur d'Amérique est un oiseau solitaire hors de la saison de reproduction.
Ce sont des oiseaux qui défendent leur territoire de reproduction et le mâle poursuit les intrus jusqu'à l'extérieur des limites de son territoire. Il hérisse les plumes de sa huppe en cas de perturbation.
Pendant la pêche, il reste perché pour localiser une proie et une fois repérée, il fonce dans l'eau pour l'attraper puis une fois sorti de l'eau, il la secoue pour la tuer avant de l'avaler. Il renvoie de son estomac des boulettes de régurgitation constituées des parties non-comestibles de ses proies comme les os, les plumes, les poils, les écailles, etc.

## Chants et cris
- Cri de dissuasion : Crépitement mécanique vibrant
- Cri d'alerte : Hurlement rapide
- Cri de séduction : Chant miaulant

## Vol
Le martin-pêcheur d'Amérique vole haut dans le ciel directement par une série de 6 battements.
Durant la pêche, il pratique le vol stationnaire pour repérer ses proies.

## Prédateurs animaliers
Le busard peut s'en prendre aux jeunes hors du nid s'ils ne sont pas encore habiles pour voler.

## Menaces humaines
Il est souvent tué par les pisciculteurs car il dévore les poissons de l'élevage.

## Défense et extension
Cette espèce est en constante expansion car les activités humaines créent le type de sol indispensable à la construction de son nid.